# Ahmed Izzet Pacha
Pour les articles homonymes, voir Izzet Pacha.
Ahmed Izzet Pacha, à partir de 1934 Ahmet İzzet Furgaç, né en 1864 à Nasliç près de Bitola en Macédoine actuelle, d'une famille d'origine albanaise, est un chef militaire et homme d'État des derniers temps de l'Empire ottoman. Il a exercé pendant la Première Guerre mondiale les charges de commandant d'armée, de ministre de la guerre et de grand vizir avant d'être le dernier ministre des Affaires étrangères de l'Empire ottoman. Il meurt à Istanbul le 31 mars 1937. Pacha est un titre de fonction.

## Biographie

### Carrière militaire
Fils d'un haut fonctionnaire, Ahmed Izzet enseigne à l'école militaire ottomane de 1897 à 1890 puis, de 1890 à 1894, étudie en Allemagne sous la direction du général Colmar von der Goltz. Nommé colonel pendant la guerre gréco-turque (1897), il participe à la révolution des Jeunes-Turcs en 1908 et devient chef de l'état-major général. En 1911, il s'oppose à la politique de répression du grand vizir Mahmoud Chevket Pacha contre la révolte albanaise (en). Il est démis de ses fonctions et envoyé commander les troupes dans le vilayet du Yémen.
Pendant la Première Guerre mondiale en Orient, après les défaites d'Enver Pacha dans la campagne du Caucase, Ahmed Izzet reçoit le commandement de la 2e armée puis du groupe d'armées d'Anatolie comprenant les 2e et 3e armées. Il est élevé au grade de müşîr (maréchal)

Images
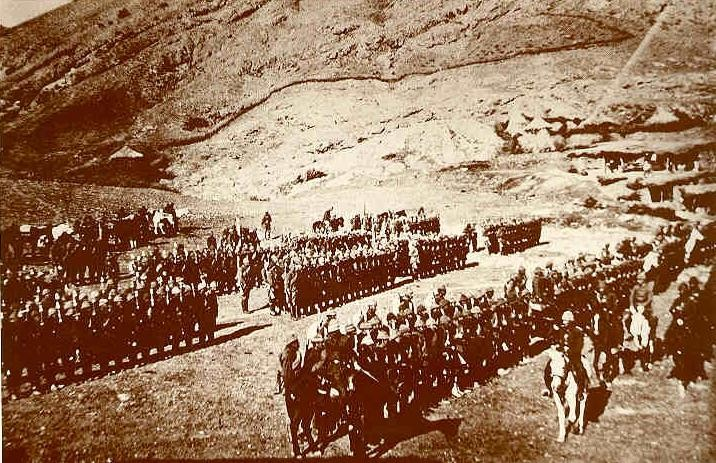
Le XVIe corps d'armée, partie de la 2e armée, à Bitlis le 30 mars 1916.
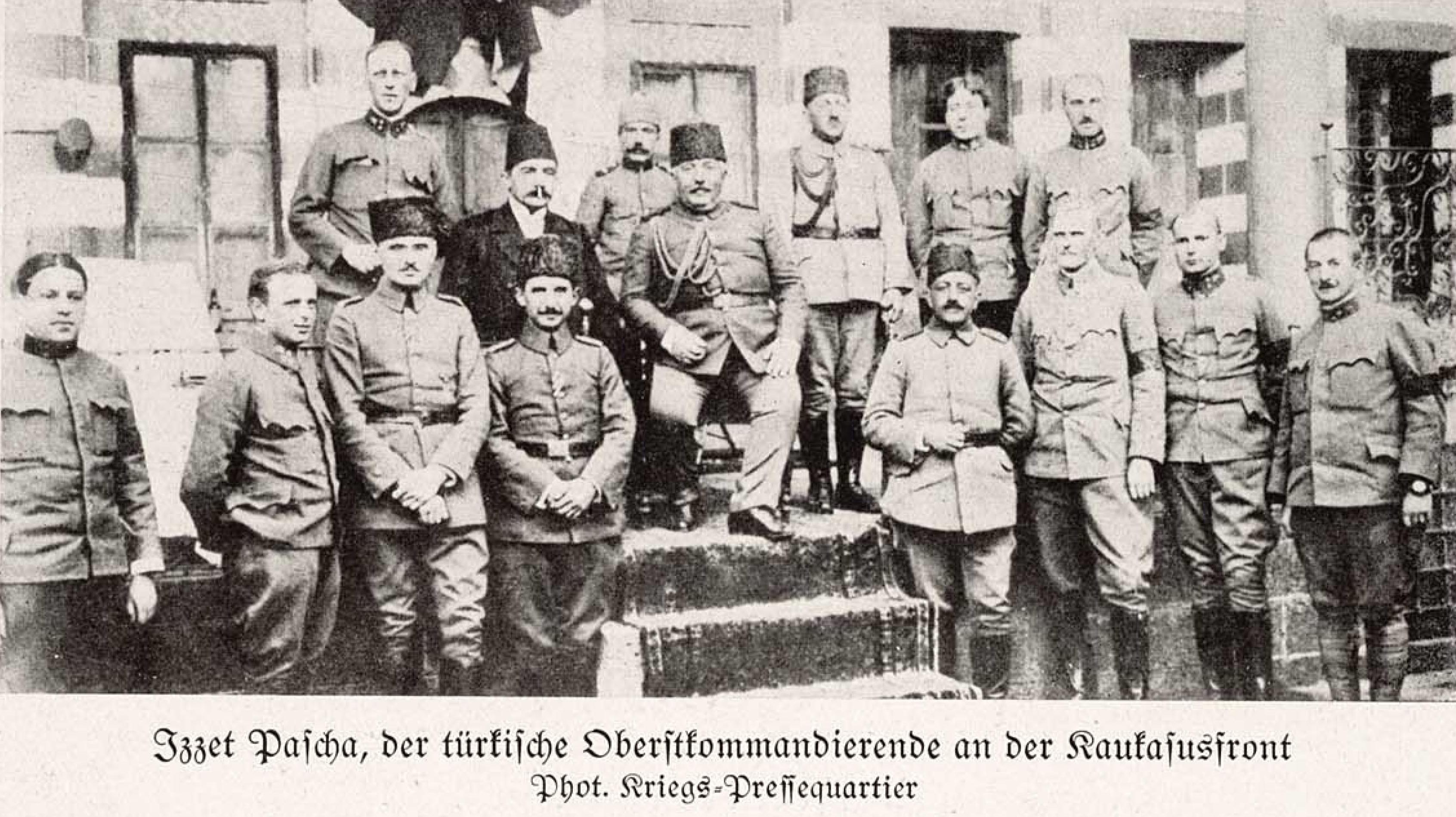
Ahmed Izzet Pacha, commandant du front du Caucase. Grosser Bilderatlas des Weltkrieges, Bruckmann, 1918.
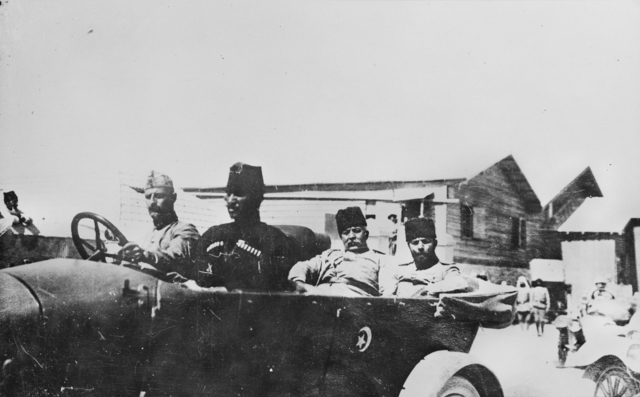
Ahmed Izzet Pacha (à l'arrière de la voiture à droite) et Djemal Pacha (à l'arrière à gauche), avril 1917.

### Carrière politique et dernières années

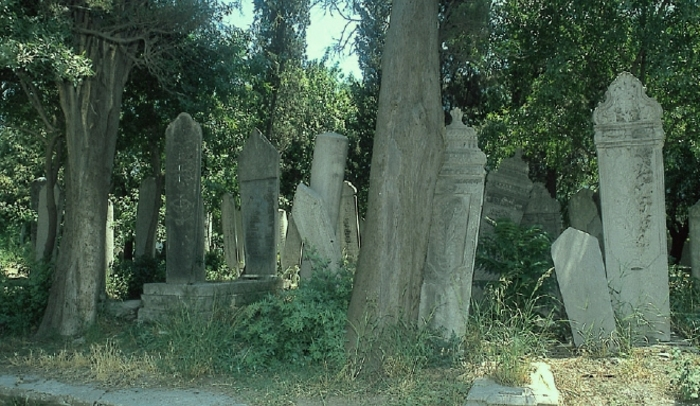
Cimetière de Karacaahmet

Le 14 octobre 1918, il est nommé grand vizir et ministre de la guerre. Il signe la capitulation de l'Empire ottoman lors de l'armistice de Moudros avec les alliés le 30 octobre 1918. Affaibli par la maladie (la grippe espagnole), il quitte ses fonctions le 8 novembre 1918.
Après l'occupation du territoire ottoman par les troupes alliées, le sultan Mehmed VI nomme Ahmed Izzet ministre de la guerre le 19 mai 1919 dans les gouvernements de Damat Ferid Pacha puis Ali Rıza Pacha. Tandis que Damat Ferid est contraint d'accepter le traité de Sèvres, signé le 10 août 1920, qui consacre le démembrement de l'Empire, Ahmed Izzet organise secrètement la résistance et prend contact avec les nationalistes turcs réunis à Sivas sous le commandement de Mustafa Kemal. Il rencontre ce dernier et propose de négocier avec les Britanniques un adoucissement du traité mais Mustafa Kemal refuse tout compromis et Ahmed Izzet est retenu captif à Ankara, en même temps que le grand vizir Salih Hulusi Pacha, de décembre 1920 à mars 1921.
De retour à Istanbul, Ahmed Izzet devient ministre des affaires étrangères du 13 juin 1921 au 4 novembre 1922 dans le dernier gouvernement impérial dirigé par Ahmed Tevfik Pacha, jusqu'à la proclamation de la république par Mustafa Kemal Atatürk.
Écarté des affaires publiques, Ahmed Izzet s'oppose à l'abolition du califat en 1924 et défend le retour de cette institution. Lors de la loi de 1934 imposant l'usage d'un nom de famille, il prend le nom de Furgaç. Il meurt à Istanbul le 31 mars 1937. Il est enterré au cimetière de Karacaahmet à Üsküdar.